# Akitsune Imamura
Akitsune Imamura (jap. 今村 明恒 Imamura Akitsune; ur. 14 czerwca 1870 w Kagoshima, zm. 1 stycznia 1948) – japoński sejsmolog.

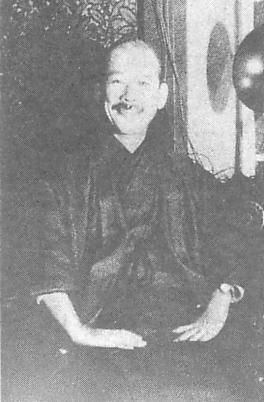
Akitsune Imamura

Pochodził z ubogiej rodziny o tradycjach samurajskich. Studiował na Cesarskim Uniwersytecie Tokijskim. W 1899 roku wysunął hipotezę o pochodzeniu tsunami w oparciu o teorię płyt tektonicznych.